# Corydoras spilurus
Corydoras spilurus är en fiskart som beskrevs av Norman 1926. Corydoras spilurus ingår i släktet Corydoras och familjen Callichthyidae. Inga underarter finns listade i Catalogue of Life.